# Eugène Demets
Pour l’article homonyme, voir Demets.
Eugène Louis Demets (6 avril 1858 – 25 avril 1923) était un éditeur de musique à Paris au début du XXe siècle.

## Biographie
Demets est né à Passy, à l'ouest de Paris. Musicien d'orchestre à l'origine, Demets installe sa maison d'édition musicale à Paris en 1899, d'abord au 20, rue des Marais, puis à partir de 1903 au 2, rue de Louvois. Il n'a pu adhérer à la SACEM, l'association française des éditeurs, avant le 24 avril 1901, car il aurait tenu à plusieurs reprises des propos diffamatoires à l'égard de cette association. Ce n'est qu'après s'être formellement excusé qu'il a été admis à la SACEM.
En plus de ses activités d'éditeur, il a également dirigé une "Agence musicale", une agence organisant des concerts, principalement dans le but de faire connaître ses publications au public.
En peu de temps, Demets a pu faire appel à un certain nombre de compositeurs modernes connus pour son catalogue, dont Maurice Ravel, Erik Satie et Joaquin Turina, ainsi qu'à un certain nombre de compositeurs moins connus, mais originaux, tels que Paul Bazelaire, Mel Bonis, Jean Cras, Swan Hennessy, Paul Ladmirault et Rhené-Baton. En 1920, il a également été l'éditeur original de l'Album des Six du groupe de compositeurs appelé Les Six. Avec Auguste Durand, Éditions Alphonse Leduc et Sénart, Demets était considéré comme l'un des plus prestigieux éditeurs de musique française de son époque.
Après la mort de Demets à Paris à l'âge de 65 ans, son catalogue a été repris et élargi avec succès par Max Eschig.

## Partitions publiées aux éditions Demets (sélection)
- Maurice Ravel : Pavane pour une infante défunte (1900)
- Maurice Ravel : Jeux d'eau (1902)
- Maurice Ravel : Miroirs (1906)
- Erik Satie : Véritables Préludes flasques (pour un chien) (1912)
- Erik Satie : Descriptions automatiques (1913)
- Erik Satie : Nocturnes (1920)
- Joaquín Turina : Sevilla, Op. 2 (1908)
- Joaquín Turina :  Sonata romántica, Op. 3 (1909)
- Joaquín Turina : Rincones sevillanos, Op. 5 (1911)
- Auric/Durey/Honegger/Milhaud/Poulenc/Tailleferre : Album des Six (1920)[2].